# 久城あす
久城 あす（くじょう あす、6月27日 - ）は、元宝塚歌劇団雪組の男役。
兵庫県芦屋市、甲南女子高等学校出身。公称身長168cm。愛称は「あす」。

## 来歴
2006年4月、宝塚音楽学校入学、94期生。同期には珠城りょう、仙名彩世、早乙女わかば、麻央侑希などがいる。
2008年3月、宝塚歌劇団に入団。入団時の成績は13番。月組公演『ME AND MY GIRL』で初舞台。その後雪組に配属。
2015年7月から2017年6月まで『TAKARAZUKA SKY STAGE』第3期スカイ・ナビゲーターズを務めた。また、2021年7月からは第9期・第10期スカイ・レポーターズを務める
2016年、『るろうに剣心』の大劇場新人公演で、怪我で休演となった汐聖風美の代役として、本役の久城が代役出演した。新人公演を卒業していたため、異例の出演となった。
2025年6月22日の「ROBIN THE HERO」「オーヴァチュア！」東京公演千秋楽をもって、宝塚歌劇団を退団。

## 人物
姉に元宙組娘役の藤咲えりがいる。

## 宝塚歌劇団時代の主な舞台

### 初舞台公演
- 2008年3 - 5月、『ME AND MY GIRL』 (宝塚大劇場公演のみ出演）

### 雪組配属後
- 2008年8 - 11月、『ソロモンの指輪』『マリポーサの花』
- 2009年3 - 5月、『風の錦絵』『ZORRO 仮面のメサイア』 - 新人公演：リトル・クロウ（本役：凛城きら）
- 2009年7 - 10月、『ロシアン・ブルー -魔女への鉄槌-』 - 新人公演：ロジャー・ドリトル（本役：沙央くらま）『RIO DE BRAVO!!』
- 2009年11 - 12月、『情熱のバルセロナ』 - 従卒『RIO DE BRAVO!!』（全国ツアー）
- 2010年2 - 4月、『ソルフェリーノの夜明け』 - 新人公演：カルドナ（本役：沙央くらま）『Carnavale　睡夢』
- 2010年6 - 9月、『ロジェ』 - 新人公演：組織の男（本役：大凪真生）『ロック・オン!』
- 2010年10 - 11月、『オネーギン Evgeny Onegin -あるダンディの肖像-』（日本青年館・バウホール） - ルネ
- 2011年1 - 3月、『ロミオとジュリエット』 - モンタギュー男、新人公演：愛（本役：大湖せしる）
- 2011年7月、『ハウ・トゥー・サクシード -努力しないで出世する方法-』（梅田芸術劇場） - ビート
- 2011年9 - 11月、『仮面の男』 - ボール係（宝塚大劇場）、侍従（東京宝塚劇場）、新人公演：アトス（本役：未涼亜希）『ROYAL STRAIGHT FLUSH!!』
- 2012年1月、『インフィニティ-限りなき世界-』（バウホール）
- 2012年3 - 5月、『ドン・カルロス』 - エンリケ、新人公演：ティツィアーノ（本役：沙央くらま）『Shining Rhythm!』
- 2012年7 - 8月、『双曲線上のカルテ』（バウホール・日本青年館） - ベルナンド
- 2012年10 - 12月、『JIN-仁-』 - 長七郎、新人公演：高岡玄斉（本役：彩風咲奈）『GOLD SPARK! -この一瞬を永遠に-』
- 2013年2月、『若き日の唄は忘れじ』（中日劇場） - 磯貝主計『Shining Rhythm! -新たなる誕生-』 - ロケットボーイ
- 2013年4 - 7月、『ベルサイユのばら -フェルゼン編-』 - ニコラス、フランソワ、新人公演：ジェローデル（本役：夢乃聖夏）
- 2013年8 - 9月、『春雷』（バウホール） - グレゴール
- 2013年11 - 2014年2月、『Shall we ダンス?』 - ダンサー、新人公演：ジャン（本役：鳳翔大）『CONGRATULATIONS 宝塚!!』
- 2014年3 - 4月、『心中・恋の大和路』（シアタードラマシティ・日本青年館） - 嶋屋
- 2014年6 - 8月、『一夢庵風流記 前田慶次』 - 願人坊主、新人公演：庄司又左衛門（本役：香綾しずる）『My Dream TAKARAZUKA』
- 2014年10 - 11月、『パルムの僧院 -美しき愛の囚人-』（バウホール） - ブルノ
- 2015年1 - 3月、『ルパン三世 -王妃の首飾りを追え!-』 - ポール・パッサンジュ新人公演：銭形警部（本役：夢乃聖夏）『ファンシー・ガイ!』[2]
- 2015年5 - 6月、『アル・カポネ - スカーフェイスに秘められた真実 -』（シアタードラマシティ・赤坂ACTシアター） - フランキー・イェール ／ エドワード・オヘア（2役）
- 2015年7 - 10月、『星逢一夜』 - 天野照興『La Esmeralda』
- 2015年11月、『銀二貫』（バウホール） - 梅吉
- 2016年2 - 5月、『るろうに剣心』 - 火男／新聞売り（2役）、新人公演・大劇場：火男（代役）[5][2]
- 2016年6 - 8月、『ローマの休日』（中日劇場・赤坂ACTシアター・梅田芸術劇場） - 警官／クラブの歌手
- 2016年10 - 12月、『私立探偵ケイレブ・ハント』 - マクシミリアンの部下『Greatest HITS！』
- 2017年4 - 7月、『幕末太陽傳』 - 岡っ引き平六『Dramatic “S”!』
- 2017年8 - 9月、『CAPTAIN NEMO－ネモ船長と神秘の島－』（日本青年館・シアタードラマシティ） - レム
- 2017年11 - 2018年2月、『ひかりふる路〜革命家、マクシミリアン・ロベスピエール〜』 - ジョルジュ・クートン『SUPER VOYAGER！－希望の海へ－』
- 2018年3 - 4月、『義経妖狐夢幻桜』（バウホール） - エイサイ
- 2018年6 - 9月、『凱旋門－エリッヒ・マリア・レマルクの小説による－』 - ビンダー『Gato Bonito!!』
- 2018年11 - 2019年2月、『ファントム』 - モーク・レール
- 2019年3 - 4月、『20世紀号に乗って』（東急シアターオーブ） - ドクター・ジョンソン
- 2019年5 - 9月、『壬生義士伝』 - 小川信太郎『Music Revolution!』
- 2019年10 - 11月、『はばたけ黄金の翼よ』 - グリエルモ伯爵『Music Revolution!』（全国ツアー）
- 2020年1 - 3月、『ONCE UPON A TIME IN AMERICA』 - 宝石店店主
- 2020年8 - 9月、『炎のボレロ』 - ブラッスール公爵『Music Revolution!-New Spirit-』（梅田芸術劇場）
- 2021年1 - 4月、『fff-フォルティッシッシモ-』 - 宮廷楽長サリエリ『シルクロード〜盗賊と宝石〜』
- 2021年5 - 6月、『ほんものの魔法使』（バウホール・KAAT神奈川芸術劇場） - ロバート
- 2021年8 - 11月、『CITY HUNTER』 - 伏見劒『Fire Fever!』
- 2022年3 - 6月、『夢介千両みやげ』 - 鬼熊『Sensational!』
- 2022年7 - 8月、『ODYSSEY（オデッセイ）-The Age of Discovery-』（梅田芸術劇場）
- 2022年10 - 12月、『蒼穹の昴』 - 岡圭之介
- 2023年2 - 3月、『BONNIE & CLYDE』（御園座） - 牧師
- 2023年4 - 7月、『Lilac（ライラック）の夢路』 - ヴェーバー少佐『ジュエル・ド・パリ!!』[注釈 1]
- 2023年8 - 9月、『双曲線上のカルテ』（ドラマシティ・日本青年館） - ジョルダーノ
- 2023年12 - 2024年2月、『ボイルド・ドイル・オンザ・トイル・トレイル』 - フレデリック・マイヤース『FROZEN HOLIDAY（フローズン・ホリデイ）』
- 2024年4 - 5月、『39 Steps』（バウホール） - ピーター
- 2024年7 - 10月、『ベルサイユのばら-フェルゼン編-』 - デュガゾン
- 2024年12月 - 2025年1月、『FORMOSA!!（フォルモサ）』（ドラマシティ・KAAT神奈川芸術劇場） - オリバー・オズワルド[7]
- 2025年3 - 6月、『ROBIN THE HERO』 - タック修道僧『オーヴァチュア!』 退団公演

### 出演イベント
- 2009年6月、『百年への道』※95周年と雑誌「歌劇」通巻1000号記念イベント
- 2013年9月、早霧せいなディナーショー『SS』（第一ホテル東京・宝塚ホテル）
- 2013年10月、『第52回 宝塚舞踊会』 - 新曲浦島
- 2017年2月、沙央くらま ディナーショー『KURAMA』（宝塚ホテル・第一ホテル東京）
- 2023年10月、第56回『宝塚舞踊会』（バウホール）